# Hussainpur
Hussainpur (o Husainpura) è una suddivisione dell'India, classificata come census town, di 15.343 abitanti, situata nel distretto di Kapurthala, nello stato federato del Punjab. In base al numero di abitanti la città rientra nella classe IV (da 10.000 a 19.999 persone).

## Geografia fisica
La città è situata a 30° 31' 34 N e 76° 1' 57 E e ha un'altitudine di 243 m s.l.m..

## Società

### Evoluzione demografica
Al censimento del 2001 la popolazione di Hussainpur assommava a 15.343 persone, delle quali 8.348 maschi e 6.995 femmine. I bambini di età inferiore o uguale ai sei anni assommavano a 2.401, dei quali 1.412 maschi e 989 femmine. Infine, coloro che erano in grado di saper almeno leggere e scrivere erano 11.732, dei quali 6.498 maschi e 5.234 femmine.